# Mariano García Benito
Mariano García Benito (Madrid, 1928 - Madrid 18 de mayo de 2012) fue un arquitecto español reconocido por su trabajo en la recuperación del abandonado Monasterio de Santa María de Valdeiglesias en Pelayos de la Presa.

## Trayectoria
García Benito estudió arquitectura en la Escuela Técnica Superior de Arquitectura de Madrid (ETSAM) de la Universidad Politécnica de Madrid (UPM). Al terminar la carrera inició su carrera profesional trabajando en colaboración con otros compañeros arquitectos. En 1956 proyectó en La Elipa un poblado de 700 viviendas en colaboración con Manuel Ambrós Escanellas y Alfonso Quereizaeta Enríquez, cuya ejecución y construcción se desarrolló hasta el año 1962. Los tres arquitectos también colaboraron en un proyecto de viviendas en el poblado de Entrevías iniciado en 1956. Al equipo de los tres arquitectos se unió Eduardo García Rodríguez para realizar el proyecto del Poblado Dirigido de Manoteras en 1957 y su ejecución desarrollada en varias fases hasta 1973. En colaboración con Santiago Fernández Pirla desarrolló en proyecto y ejecución del Colegio Diocesano de San Francisco en 1960, anteriormente conocido como Colegio Nuestra Señora del Camino, ubicado en el barrio de El Pardo (Madrid). En colaboración con Luis Gutiérrez Soto realizó un edificio residencial de vivienda colectiva en el barrio de El Viso (Madrid).
Entre los trabajos que desarrolló de forma individual, señalar el proyecto de la escuela de educación infantil hiedra y Colegio público Alberto Alcocer de 1962 ejecutado en 1964, el edificio Philips con proyecto de 1964 y final de obra en 1967, o el edificio Cuzco IV proyectado en 1975 y finalizado en 1979.
García Benito compró en 1974 el Monasterio de Santa María de Valdeiglesias, ubicado en el pueblo de Pelayos de la Presa, que se encontraba en estado de abandono desde la desamortización de 1836, para recuperar la arquitectura monástica con su experiencia profesional. Desde ese año invirtió su trabajo y su dinero en la recuperación del edificio que finalmente donó al ayuntamiento de Pelayos de la Presa en 2003 mediante la constitución de la Fundación Monasterio Santa María la Real de Valdeiglesias.
Falleció el 18 de mayo de 2012.

## Obras seleccionadas
- 1956 Poblado de 700 viviendas en el barrio de La Elipa[9]
- 1956 Viviendas en Entrevías
- 1957 Poblado Dirigido de Manoteras
- 1960 Colegio diocesano de San Francisco
- 1962 Escuela de educación infantil hiedra y Colegio público Alberto Alcocer
- 1963 Edificio de viviendas (en colaboración con Luis Gutiérrez Soto)[3]
- 1964 Edificio Philips en el barrio de San Pascual (Madrid)[10]
- 1975 Edificio Cuzco IV situado en el paseo de la Castellana número 141[4]

## Reconocimientos
- 2004- 2012 Presidente de la Fundación Monasterio Santa María la Real de Valdeiglesias.[11]
- 2015 Nombre de la calle, en Pelayos de la Presa, en la que se ubica el Monasterio de Santa María la Real de Valdeiglesias.

## Galería

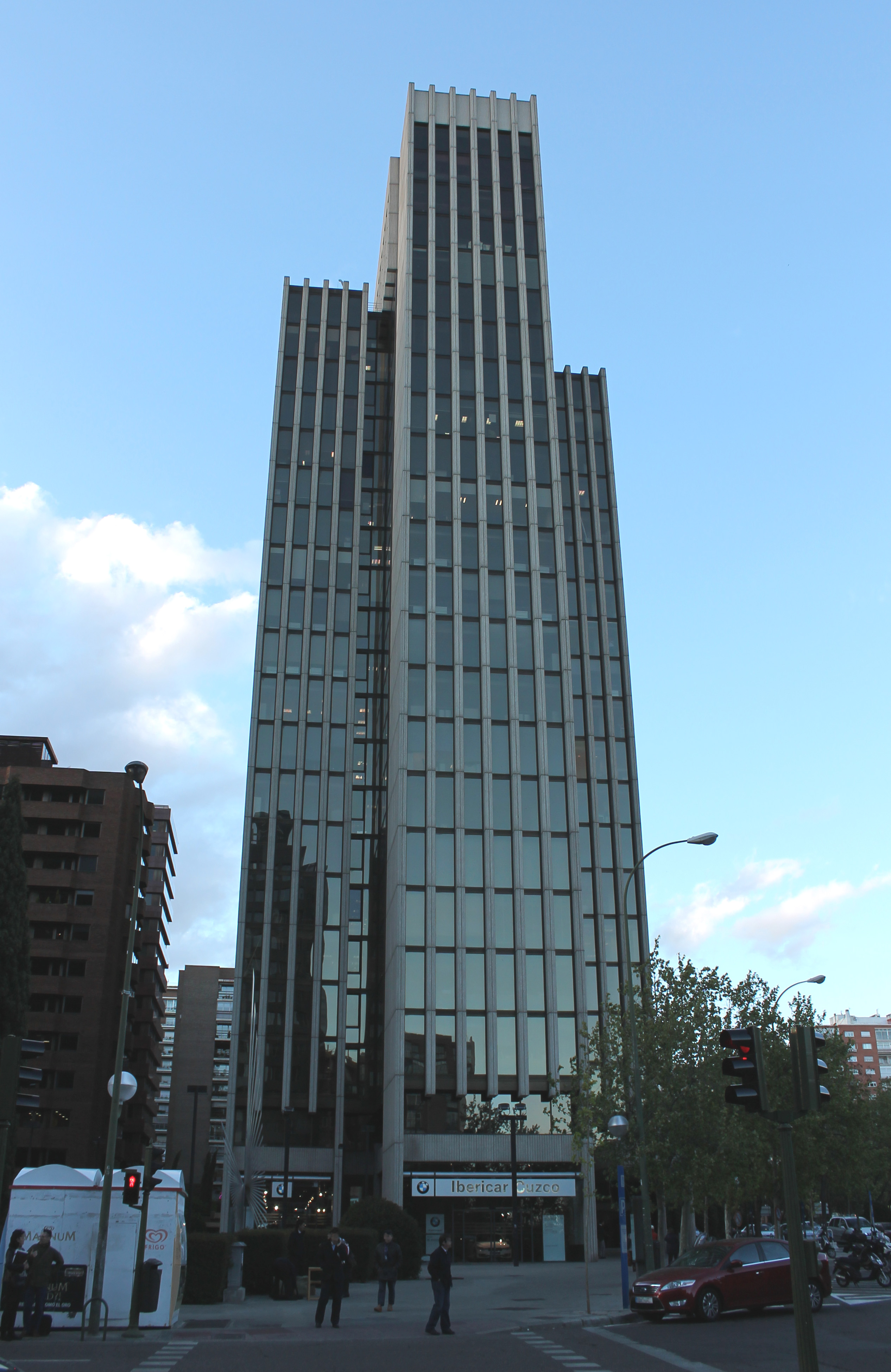
Edificio Cuzco IV (Madrid)
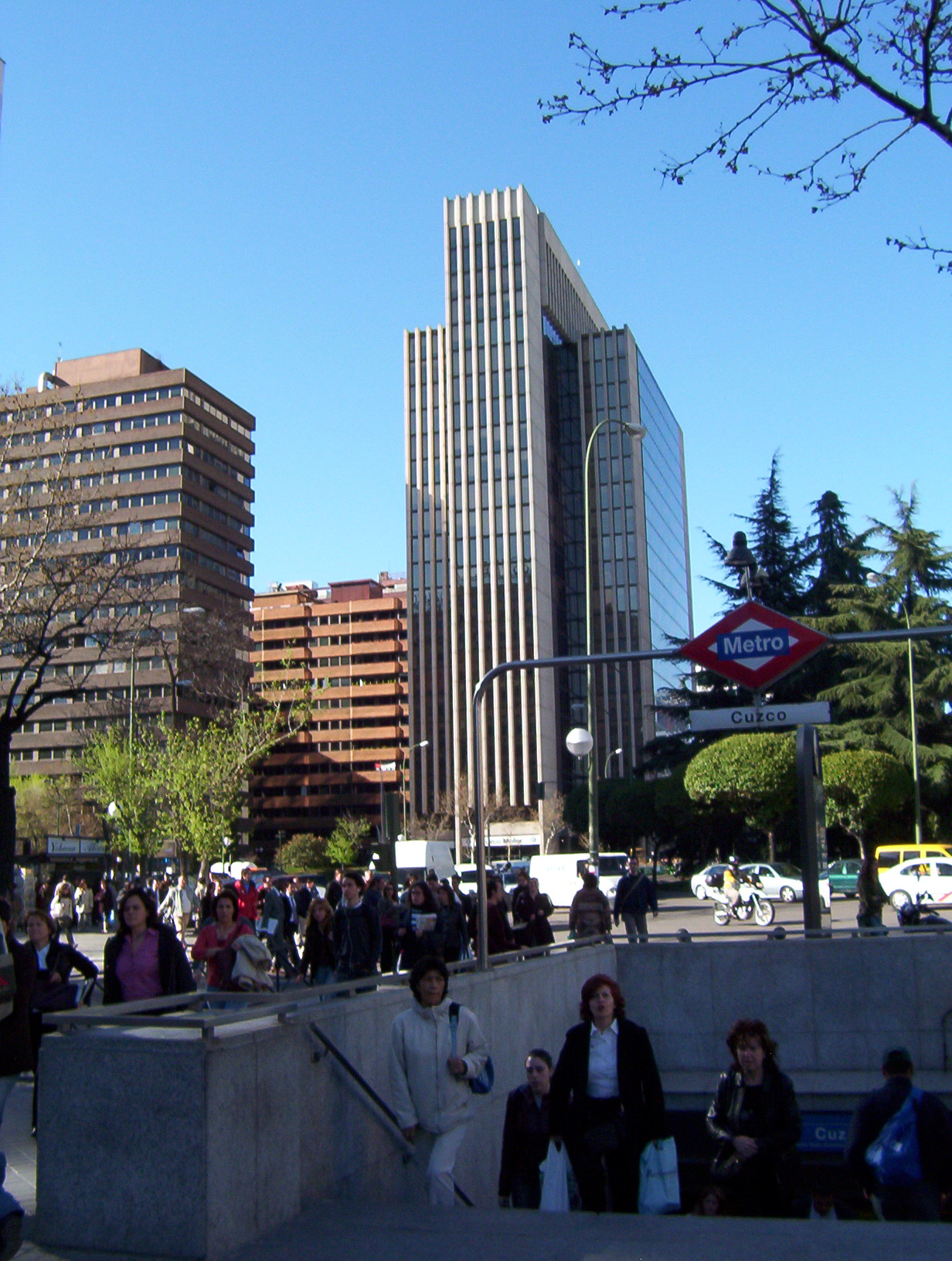
Cuzco IV junto a la Estación de Cuzco
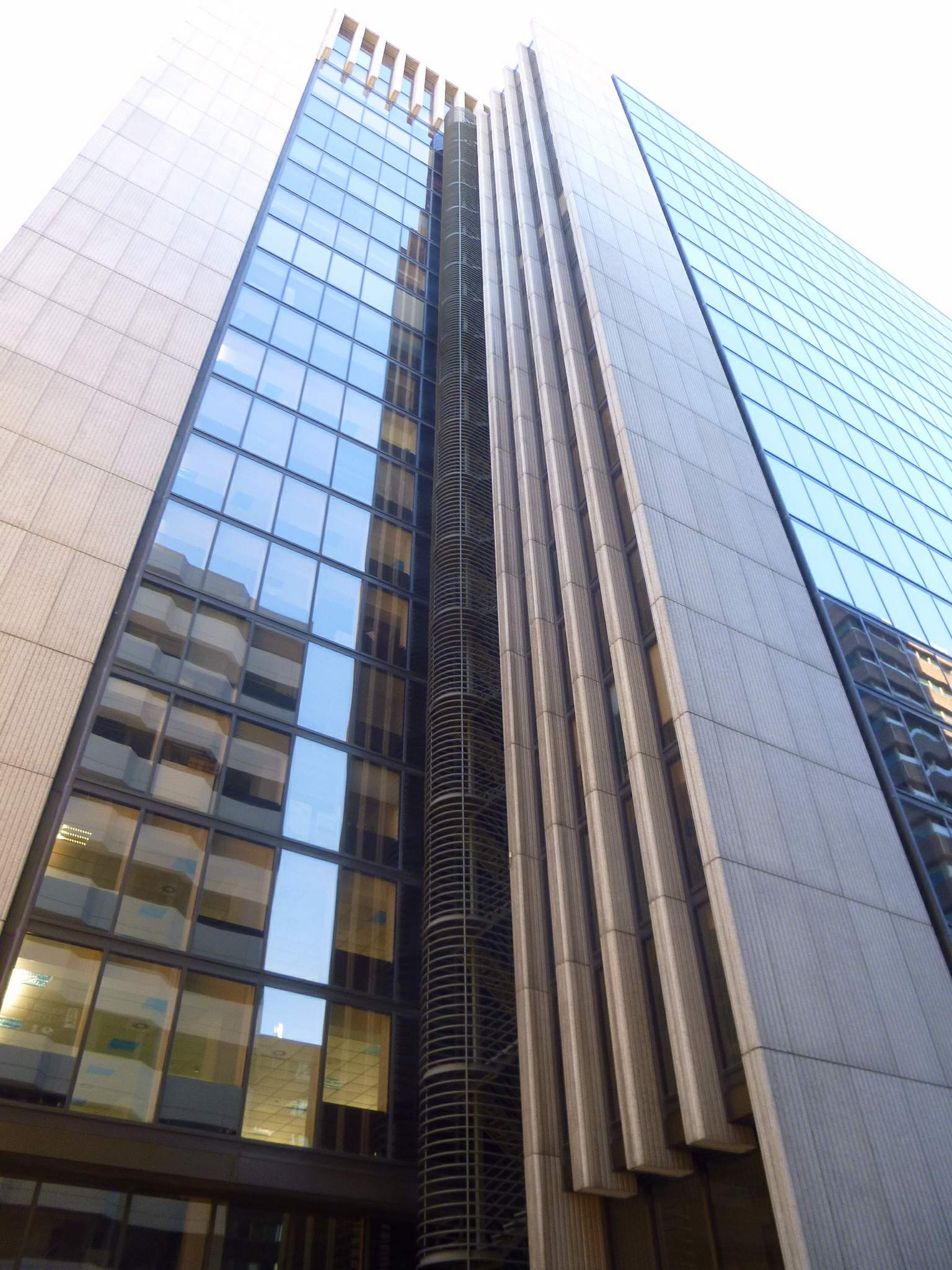
Edificio Cuzco IV en el paseo de la Castellana 141